# Platja de La Franca
La Platja de La Franca, situada al concejo de Ribadedeva, a la localidad de La Franca, Principat d'Astúries (Espanya), és una platja considerada paisatge protegit, des del punt de vista mediambiental (pel seu paisatge kárstic entre altres  raons). Por aquest motiu està integrada al Paisatge Protegit de la Costa Oriental d'Astúries, igual que els contraforts orientals de la serra de Cuera, a poca distància i que confereixen al paisatge de la platja un atractiu més.
És important esmentar la presència a la zona d'aus incloses entre el Catàleg d'Espècies Amenaçades, i a l'hivern abunden aus típiques de muntanya, que utilitzen amb freqüència els penya-segats de la costa Llanisca.
La costa del municipi de Ribadedeva s'estén al llarg de nou quilòmetres que en la seva majoria són penya-segats (com el Santiuste), i es despleguen entre la pròpia platja i la ria de Tina Major, en la desembocadura del riu Deva.
Es tracta de la platja més oriental d'Astúries, i la més accessible de totes les de Ribadedeva. Se situa en les proximitats de la localitat del mateix nom, la qual està situada en la desembocadura del riu Cabra, que fa de límit administratiu entre els municipis de Ribadedeva i Llanes. I enfront d'ella es troba l'Illa del Castrón de Santiuste, refugi de gavines i zona de pràctica de bussejo.

## Història
Donada l'existència de diverses coves d'origen prehistòric (en les quals s'han trobat  dipòsits de peles de mol·luscs que donen mostra que van ser habitades en temps remots), com la Cova de Mazaculos de l'època asturiense, que presenta restes de pintures en zig-zag i de motius menys complicats com  traços; es creu que la zona de la platja de la Franca devia tenir habitants en èpoques molt remotes, a causa que era una zona que prestava abric i al temps aliment.
En les proximitats es troba un pont i una calçada que es daten en l'època de la dominació romana de la península.
El seu nom pot ser que tingui origen en l'Edat Mitjana, ja que, en aquella època, en els ports de Llanes i Sant Vicent les mercaderies que es desembarcaven havien de pagar un impost. La Franca, estava entre tots dos ports, però a distància suficient de tots dos com per a no entrar en els límits del pagament obligatori. Això va fer que comencés a utilitzar-se aquesta, per part de mercaders espavilats que desembarcaven les seves mercaderies “franques d'alcábala”, lliures d'impostos, la qual cosa ocasionava disgust i protesta als treballadors dels ports afectats.
Uns altres opinen que el nom es deu a la neteja que sempre ha presentat aquesta platja.
La platja de La Franca és de llarga tradició turística entre les platges de l'orient asturià, de fet, al segle xix, comptava amb un balneari marítim pagat pels indians, que una vegada feta fortuna a Amèrica venien a viure novament al seu lloc de naixement.

## Descripció
Durant la pleamar es converteix en una autèntica piscina natural, la qual cosa la converteix en una zona de bany molt segura, sobretot per a nens, al mateix temps que la fa idònia per a la pràctica d'esports nàutics, pesca de roca i submarina. Amb la baixamar queda al descobert un ampli arenal, formant-se a més i petites cales riques en pesca.
Durant marea baixa, la Franca es comunica amb altres territoris sorrencs, com la Platja El Oso o la Platja Mendía (coneguda també per Platja Regolguero).